# Ritratto di fra Michele da Brescia
'
Il ritratto di fra Michele da Brescia o ritratto di prelato è un dipinto a olio su tela realizzato da Giovan Battista Moroni e conservato presso la collezione milanese privata di Mario Scaglia.

## Storia
(Fondazione Zeri 1976)
Il dipinto è indicato presente nella collezione di Giovan Battista Noli di Alzano Lombardo fino al 1830, passando poi a Francesco Noli di Bergamo fino al 1854 circa. Angelica Noli Albani ne fu proprietaria fino al 1862 per essere poi presente sul mercato dell'antiquariato e per passare nel 2007 alla collezione di Mario Scaglia. Il dipinto è stato realizzato dal Moroni per rispondere alla situazione difficile che si era creata ad Albino. Vi era infatti nella seconda metà del Cinquecento una faida tra le famiglie Spini di Bergamo e Pulzini albinese che aveva visto l'omicidio del rappresentante la famiglia Spini e il ferimento di uno della famiglia Pulzini.
Durante la predicazione del periodo quaresimale a cui era stato invitato fra Michele, era riuscito a sedare la diatriba e rappacificare le famiglie. La vertenza fu sanata con l'atto di pacificazione fu redatto il 19 aprile 1557 alla presenza del notaio Gian Luisi Saradobati alla presenza di Ambrogio Venturelli procuratore di Gerolamo Spini in qualità di testimoni. Il Moroni era stato presente all'atto della procura dello Spini e forse proprio da quest'ultimo fu commissionata l'opera che voleva proprio ricordare l'importante ruolo del frate. La conoscenza di questi fatti è esplicativa della raffigurazione che prende maggior importanza. 

Il dipinto fu indicato dal Francesco Tassi nel suo Vite de' pittori, scultori e architetti bergamaschi: 
(Vite de' pittori, scultori e architetti bergamaschi - Francesco Tassi)
La fondazione Zeri, che sarà la prima a citare il dipinto nel Novecento, aveva identificato il soggetto nel cugino dell'artista Battistino Moroni, nonché tra i sindaci del monastero di Sant'Anna.
(Fondazione Zeri)

## Descrizione e stile
L'opera presenta nella parte inferiore la scritta: «IUSTITIA ECCLESIAM SERVAVI ET INIMICOS PACAVI M.D.LVII» che significa “Con giustizia conservai la Chiesa e pacificai i nemici”.
La tela raffigura un personaggio dalla folta barba bianca completo di copricapo che ne indica l'essere un prelato, confermato dalla scritta. Dipinto a mezzo busto pare allontanarsi dallo spazio stesso, così come il suo sguardo, fortemente espressivo, si distanza da ogni interesse visivo. Lo sfondo grigio rende l'ambiente volutamente neutro.
Il dipinto, secondo la Fondazione Zeri, raffigura un personaggio che esprime un senso di tristezza, di rassegnazione. Un personaggio che forse ha memoria di eventi che lo hanno visto attivo moralmente, avvicinabile al Ritratto della badessa Lucrezia Agliardi.